# Rumer Willis
Rumer Glenn Willis (Paducah, 16 de agosto de 1988) é uma atriz e modelo americana  a filha mais velha dos atores Demi Moore e Bruce Willis.

## Vida pessoal
Nascida em Paducah, Kentucky, onde seu pai, Bruce Willis, estava filmando na época, ela foi nomeada por causa do autor britânico Rumer Godden. Sua mãe, a atriz Demi Moore, contratou um cinegrafista para filmar o seu nascimento. Ela tem quatro irmãs mais novas, duas filhas da mesma mãe Scout Larue Willis (nascido em 1991) e Tallulah Belle Willis (nascido em 1994) e mais duas filhas de seu pai com a atual mulher, nascidas em 2012 e 2014 respectivamente.
Em janeiro de 2004, registrou-se como um estudante do segundo ano da Escola Secundária Wildwood, em Los Angeles, Califórnia. Ela frequentou a Universidade do Sul da Califórnia por um semestre antes de sair.

## Carreira
Em 1995, Willis fez sua estreia no cinema ao lado de sua mãe. No ano seguinte, ela apareceu em Striptease (1996). Ela já trabalhou com seu pai duas vezes, em The Whole Nine Yards em 2000 e Refém em 2005.
Em 2008, Willis aventurou-se no papel de porta-vggfoz da empresa de confecções Oceano Pacífico. Nesse mesmo ano, ela foi apresentada na comédia A Casa das Coelhinhas. Em 2009, ela co-estrelou o filme Pacto Secreto. Foi anunciado que ela está se juntando ao elenco do filme independente Wild Cherry, no qual ela fará o papel de uma amiga do ator principal Kristin Cavallari
.
A vida de Willis na televisão incluem participações especiais em Miss Guided, Army Wives, CSI: NY, Médio, 90210 e A vida secreta de uma adolescente americana, fez tambem o papel de tory ash na serie Empire

## Filmografia

### Cinema
| Ano  | Título                       | Papel                            | Nota                      |
| ---- | ---------------------------- | -------------------------------- | ------------------------- |
| 1995 | Agora e Sempre               | Angela Albertson                 | Creditada como Willa Glen |
| 1996 | Striptease                   | Angela Grant                     | Creditada como Willa Glen |
| 2000 | Meu Vizinho Mafioso          | Garota correndo entre Jimmy e Oz | Não creditada             |
| 2005 | Refém                        | Amanda Tally                     |                           |
| 2008 | Do Além                      | Natalie                          |                           |
| 2008 | A Casa das Coelhinhas        | Joanne                           |                           |
| 2008 | Streak                       | Drea                             | Curta-metragem            |
| 2008 | Whore                        | Garota fumando                   |                           |
| 2009 | Wild Cherry                  | Katelyn Chase                    |                           |
| 2009 | Pacto Secreto                | Ellie Morris                     |                           |
| 2012 | Six Letter Word              | Zoe                              | Curta-metragem            |
| 2012 | The Diary of Preston Plummer | Kate Cather                      |                           |
| 2013 | The Ganzfeld Experiment      | Lucky                            |                           |
| 2013 | The Odd Way Home             | Maya                             |                           |
| 2014 | Return to Sender             | Darlene                          |                           |
| 2014 | There's Always Woodstock     | Emily                            |                           |
| 2015 | The Escort                   | Dana                             |                           |
| 2017 | Hello Again                  | Emily                            |                           |
| 2018 | Woman on the Edge            | Susan                            |                           |
| 2018 | Future World                 | Rosie                            |                           |
| 2018 | Air Strike                   | Nurse                            |                           |
| 2019 | What Lies Ahead              | Raven                            |                           |
| 2019 | Era Uma Vez Em... Hollywood  | Joanna Pettet                    |                           |

### Televisão
| Ano     | Título                                   | Papel                      | Notas                                      |
| ------- | ---------------------------------------- | -------------------------- | ------------------------------------------ |
| 2008    | Miss Guided                              | Shawna                     | Episódio: "Frenemies"                      |
| 2008    | Army Wives                               | Renee Talbott              | Episódio: "Transitions"                    |
| 2008    | CSI: NY                                  | Mackendra Taylor           | Episódio: "My Name Is Mac Taylor"          |
| 2009    | Medium                                   | Bethany Simmons            | Episódio: "The First Bite Is the Deepest"  |
| 2009    | The Secret Life of the American Teenager | Heather                    | Episódio: "Knocked Up, Who's There?"       |
| 2009–10 | 90210                                    | Gia Mannetti               | Recorrente; 10 episódios                   |
| 2012    | Workaholics                              | Lisa                       | Episódio: "True Dromance"                  |
| 2012–13 | Hawaii Five-0                            | Sabrina Lane               | 2 episódios                                |
| 2013    | Pretty Little Liars                      | Zoe                        | Episódio: "The Guilty Girl's Handbook"     |
| 2014    | Miss USA                                 | Ela mesma, como juíza      | Especial de TV                             |
| 2015    | Dancing with the Stars                   | Ela mesma como competidora | Campeã da 20ª Temporada                    |
| 2016    | Robot Chicken                            | Lila, Kathy, Clawdeen Wolf | Voz; episódio: "Yogurt in a Bag"           |
| 2017    | Lip Sync Battle                          | Ela mesma como competidora | Episódio: "Rumer Willis vs. Bryshere Gray" |
| 2017–18 | Empire                                   | Tory Ash                   | 22 episódios                               |
| 2019    | The Masked Singer                        | Lion                       | 7 episódios                                |